# سوم بیش‌بزرگ
سوم بیش‌بزرگ فاصله‌ای در موسیقی است که از ۳ نت تشکیل شده و بین آن نت‌ها، ۹ ربع پرده موجود باشد. به بیان دیگر، فاصلهٔ سومی را که از ۹ ربع پرده تشکیل شده باشد، سوم بیش‌بزرگ گویند. مانند فاصلهٔ بین دو تا می سُری؛ چرا که این فاصله از ۳ نت تشکیل شده (دو، ر، می سری) و این فاصله دارای ۹ ربع پرده است (دو -> دو سُری -> دودیز -> ر کرن -> ر -> ر سری -> ر دیز -> می کرن -> می -> می سری). در مقایسه با فاصلهٔ مشابه در نظام موسیقی نیم پرده‌ای، «سوم بیش‌بزرگ» یک فاصلهٔ سوم بزرگ است که ربع پرده به آن اضافه شده باشد.
فاصلهٔ سوم بیش‌بزرگ مختص موسیقی ایرانی و دیگر نظام‌های موسیقایی است که از واحد فواصل ربع پرده‌ای استفاده می‌کنند. وضع کردن اصطلاح بیش‌بزرگ (آوردن «بیش» در عبارت سوم بزرگ) اولین بار توسط روح الله خالقی انجام شد.
فاصلهٔ مترادف سوم بیش‌بزرگ، چهارم کم‌درست است که از ۹ ربع پرده تشکیل شده‌است.
فاصله‌های دیگری که در موسیقی ایرانی با پسوند «بیش‌بزرگ» نامگذاری شده‌اند، دوم بیش‌بزرگ، ششم بیش‌بزرگ و هفتم بیش‌بزرگ هستند. در معکوس کردن این فاصله، عبارت «بیش‌بزرگ» به کم‌کوچک تبدیل خواهد شد.
معکوس فاصلهٔ سوم بیش‌بزرگ، ششم کم‌کوچک است.